# Armando Silli
Armando Silli (Livorno, 29 luglio 1917 – Torino, 2 gennaio 1987) è stato uno scacchista italiano.
Di professione odontoiatra, è stato uno dei promotori dello scacchismo per corrispondenza in Italia.

## Carriera scacchistica
Dopo avere iniziato a giocare a tavolino conseguendo il titolo di Candidato Maestro FSI, dedicò tutte le proprie energie all'organizzazione del gioco per corrispondenza, dove pure raggiunse il titolo di Candidato Maestro. Fu uno dei fondatori dell'Associazione scacchistica italiana giocatori per corrispondenza (ASIGC), di cui fu anche presidente.

Come giocatore ha partecipato a vari campionati italiani, sia a tavolino che per corrispondenza.

## Attività organizzativa
Fu uno dei fautori dell'autonomia dell'ASIGC dalla FSI.

Alla prima Assemblea dell'ASIGC autonoma (31 agosto 1969) ne venne eletto presidente, carica che mantenne fino al dicembre 1972, quando si dimise volontariamente, continuando comunque a far parte del Consiglio Direttivo. Riassunse la presidenza dell'ASIGC dal 1980 fino al marzo 1983, quando uscì anche dal Consiglio Direttivo.

Nel settembre 1970 fondò il periodico "Telescacco lampo", organo sussidiario di "Telescacco!", allora ospitato dal mensile Scacco!, che cessò le pubblicazioni quando "Telescacco!" divenne una rivista autonoma.

Il suo nome è legato al "Sistema Silli", da lui ideato per organizzare tornei per corrispondenza anche con centinaia di giocatori; il "Sistema Silli" è ancora adesso utilizzato dall'International Correspondence Chess Federation (ICCF).